# Hylaeus flavipes
Hylaeus flavipes är en biart som först beskrevs av Smith 1853.  Hylaeus flavipes ingår i släktet citronbin, och familjen korttungebin. Inga underarter finns listade i Catalogue of Life.